# 中国海外交流协会
中国海外交流协会是中华人民共和国的全国性、联合性、非营利性社会团体，受国务院侨务办公室的业务指导。

## 历史沿革
1990年11月20日在北京市成立。
2019年5月与中华海外联谊会合并。

## 历届领导

### 第一届理事会
- 任期：1990年11月－1998年
- 会长：钱伟长
- 副会长：廖晖

### 第二届理事会
- 任期：1998年－2003年10月
- 会长：钱伟长
- 常务副会长：郭东坡
- 副会长：刘泽彭

### 第三届理事会
- 任期：2003年10月－2007年9月
- 会长：钱伟长
- 常务副会长：陈玉杰
- 副会长：刘泽彭、李海峰、赵阳、许又声、徐振寰（增选）、林文肯（增选）
- 秘书长：许又声（兼）

### 第四届理事会
- 任期：2009年9月－2013年9月
- 会长：钱伟长
- 常务副会长：李海峰
- 副会长：赵阳、许又声、马儒沛、任启亮、王杰
- 秘书长：许又声（兼）

### 第五届理事会
- 任期：2013年9月－2017年9月
- 会长：韩启德
- 常务副会长：裘援平
- 副会长：马儒沛、任启亮、何亚非、谭天星、王杰、江岩
- 秘书长：谭天星（兼）

### 第六届理事会
- 任期：2017年9月－2019年5月
- 会长：韩启德
- 常务副会长：裘援平
- 副会长：许又声、谭天星、郭军、江岩
- 秘书长：谭天星（兼）